# Amarna Grab 15
Beim Grab 15 in der Nekropole der mittelägyptischen Stadt Amarna handelt es sich um die unfertige Grabanlage des Suty, der das Amt eines Standartenträgers der Truppe des Nefer-cheperu-Re-wa-en-Re (Nefer-cheperu-Re-wa-en-Re ist der Thronname des Echnaton) am königlichen Hof von Achet-Aton innehatte. Die Grabanlage, die zur südlichen Gräbergruppe gehört, wurde begonnen, aber nie fertiggestellt. Es gibt eine Fassade, den Eingang, die unfertige Grabkapelle und einen unfertigen Schacht, der in die Grabkammer führen sollte. Die in den Felsen gehauene Grabkapelle besteht aus einer Querhalle und einer unfertigen zweiten Halle, die von sechs Säulen gestützt wird. Die Säulen sind nie fertiggestellt worden. Am Ende dieser Halle befindet sich eine Nische. Die Grabkapelle ist weitestgehend undekoriert. Nur an der Türrahmung finden sich zwei Inschriften mit jeweils vier Kolumnen, die Echnaton und Nofretete, aber auch Namen und Titel des Suty überliefern.

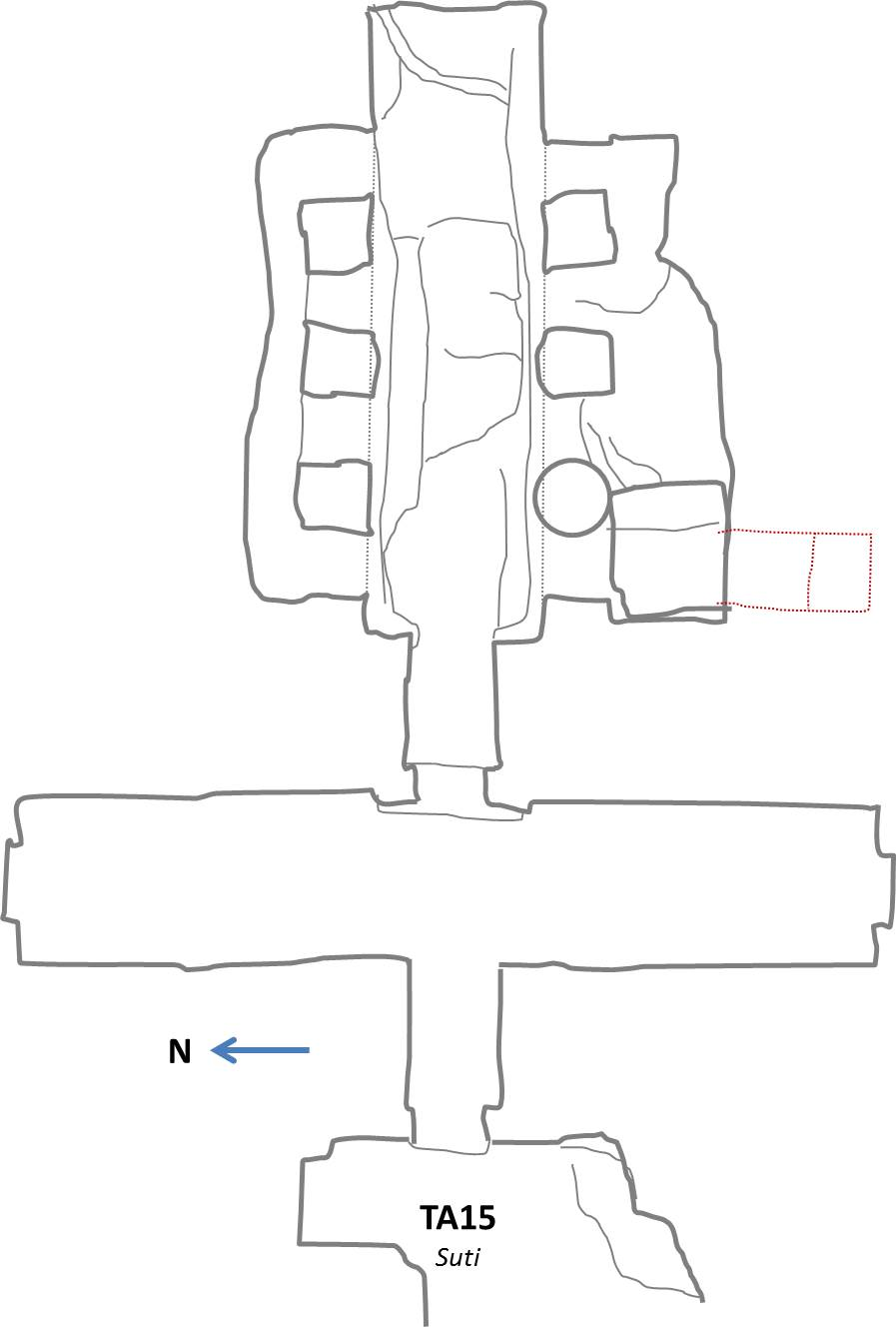
Plan des Grabes